# Хеш-функция облегчённой криптографии
Хеш-функция облегчённой криптографии — криптостойкая хеш-функция, используемая в «легковесной» криптографии. В настоящее время актуальность таких хеш-функций резко возросла благодаря возможности использовать их во многих сферах деятельности (от RFID до Интернета вещей) и на стыке дисциплин (Блокчейн и IoT). Ввиду специфики использования данных хеш-функций на них накладываются дополнительные требования. Большинство современных хеш-функций в качестве своей основы использует структуру Меркла — Дамгора и функцию губки.

## Концепция облегчённой криптографии
Облегчённая криптография — раздел криптографии, в котором рассматриваются алгоритмы для устройств, не обладающих достаточными ресурсами для реализации существующих шифров, хеш-функций, электронных подписей и т. д. «Легковесная» криптография приобрела исключительную актуальность в настоящее время в связи распространением парадигмы умного дома, где множество приборов небольшого размера, с ограниченной вычислительной мощностью, лимитированным объёмом памяти и малым энергопотреблением коммуницируют между собой, обмениваясь конфиденциальной информацией жильца, для выполнения своих задач. Также особый интерес представляют алгоритмы для RFID-меток. Для того, чтобы злоумышленики не воспользовались приватной информацией пользователя, требуется специальная разработка и оптимизация алгоритмов, способных работать при ограниченных ресурсах и обеспечивать должный уровень безопасности.

## Хеш-функции

### Применение
Для того, чтобы адресату убедиться в том, что ему было прислано сообщение от настоящего адресанта, оно отправляется вместе с электронной подписью. На практике подписывают не сообщение, а его хеш-сумму, это позволяет значительно уменьшить вычислительные ресурсы на создание подписи (так как обычно хеш-сумма на порядки меньше ключа) и повысить криптостойкость (злоумышленник не сможет узнать исходные данные только из хеша). Хеш-функции используются в технологии блокчейн для того, чтобы определить блок, который добавится в общую цепь. Например: для добавления нового блока в платформу Bitcoin требуется найти хеш-сумму SHA-256 меньше, чем определённое целевое число. В следующий созданный блок будет записан хеш предыдущего. Более того, хеш-функции, в частности хеш-функции облегчённой криптографии могут применяться на стыке дисциплин. Например: они применяются в блокчейне LSB, который предназначен для использования в интернете вещей.
Также хеш-суммы используются при проверке паролей. Если бы операционные системы хранили пароли в файлах, то взломщики с помощью несанкционированного доступа смогли бы получить к ним доступ, извлечение хеша, в свою очередь, им ничего не даст.

### Требования
Основные требования к хеш-функциям облегчённой криптографии такие же, как и к обычным криптографическим хеш-функциям:
- Стойкость к восстановлению первого прообраза — при наличии хеш-суммы {\displaystyle H(m)} невозможность вычислить {\displaystyle m}
- Стойкость к восстановлению вторых прообразов — при наличии {\displaystyle m} невозможность найти {\displaystyle n}, такое что {\displaystyle H(n)=H(m)}
- Стойкость к коллизиям — невозможность найти {\displaystyle m} и {\displaystyle n}, такие что {\displaystyle H(n)=H(m)}[11]

Принимая в расчёт возможности вычислительных устройств, на которых будут производиться алгоритмы, а также задачи, которые требуется выполнить, к основным требованиям добавляются специальные:
- Малое потребление энергии
- Небольшой размер внутреннего состояния[2]

### Атаки на хеш-функции
1. Атака «дней рождения» — используется для поиска коллизии второго рода, эксплуатирует парадокс дней рождения. Для успешной атаки число обращений к хеш-функции должно составлять примерно {\displaystyle 2^{\frac {n}{2}}}, а квантовым компьютерам {\displaystyle 2^{\frac {n}{3}}}[12]
2. Кубическая атака (англ. Cube attack) — эффективна для атак на хеш-функций и шифров, которые используют LFSR[13]
3. Линейная атака — разработана для хеш-функций, использующих блочные и потоковые шифры[14]
4. Дифференциальные атаки — действенны для хеш-функций с блочными шифрами[15]
5. Атака методом бумеранга — усовершенствованная дифференциальная атака, которая успешно применяется к хеш-функциям[16]. Так, например, для нахождения коллизий SHA-0 с помощью этой атаки потребовался всего лишь один час на обычном ПК[17]
6. Атака удлинением сообщения — применяется для хеш-функций, основанных на структуре Меркла — Дамгора[18]. Суть атаки заключается в добавлении новых битов в конец сообщения. Среди уязвимых функций: MD5 и SHA-1[19][20]
7. Мультиколлизионная атака Жу[21] — направлена на хеш-функции, использующие в качестве своей основы функцию губки, которая распространена среди функций облегчённой криптографии
8. Rebound атака — предназначена для AES-подобных алгоритмов[22]
9. Ротационная атака (англ. Rotational cryptanalysis) — создана для взлома хеш-функций, основанных на ARX (сравнение по модулю-битовый сдвиг-XOR)[23]

## Виды хеширований

### Меркл — Дамгор

#### Основная идея
Допустим, нам дан вектор инициализации {\displaystyle IV}: {\displaystyle \{0,1\}^{n}}(фиксированный и открытый), функция сжатия {\displaystyle h} отображающая {\displaystyle \{0,1\}^{n}\times \{0,1\}^{k}} в {\displaystyle \{0,1\}^{n}} и сообщение {\displaystyle m=(m_{0},m_{1},...,m_{L-1})}, где {\displaystyle m_{i}} блок из {\displaystyle k} битов, если {\displaystyle m} не кратно {\displaystyle k}, то последний блок мы дополняем 1 и нулями. Например: если
{\displaystyle m=123456789},
то на вход мы подаём {\displaystyle 2} блока:
{\displaystyle 12345678\quad 91000000},
где единица добавляется для избежания коллизий. Теперь можно определить хеш-функцию {\displaystyle H}:
- {\displaystyle c_{0}=IV}
- {\displaystyle c_{i+1}=h(c_{i},m_{i})}
- {\displaystyle H(m)=d=c_{L}}

#### Усовершенствованный алгоритм
Для усиления защиты от атак, основанных на расширении входного сообщения, можно добавить новый блок, в котором будет записана длина сообщения. В данном случае это будет:
{\displaystyle 12345678\quad 91000000\quad 00000009}
Также есть оптимизация, которая позволяет экономить ресурсы памяти (что важно для задач облегчённой криптографии): если в последнем блоке достаточно места для записи длины сообщения, то она будет там и записана:
{\displaystyle 12345678\quad 91000009}

### Функция губки
Функция губки широко используется в криптографии, с помощью неё создаются алгоритмы ГПСЧ, потоковых и блочных шифров, а также хеш-функций.

#### Основная идея
Губку размера {\displaystyle b} можно разделить на 2 части: битовую скорость {\displaystyle r} и мощность {\displaystyle c}. При инициализации внутреннее состояние губки обнуляется; сообщение {\displaystyle m} дополняется нулями, чтобы его размер был кратен {\displaystyle r}.
Далее следуют {\displaystyle 2} стадии:
1. Абсорбция
  - Первые {\displaystyle r} бит внутреннего состояния заменяются результатом операции XOR этих бит и очередного блока исходного сообщения
  - Внутреннее состояние обрабатывается функцией перестановки

1. Выжимание
  - Считываются первые {\displaystyle r} бит внутреннего состояния губки
  - Внутреннее состояние обрабатывается функцией перестановки[24][25]

#### П-губка и Т-губка
П(ерестановочная)-губка и Т(рансформационная)-губка — губки, использующие соответственно случайную перестановку и ГПСЧ для обновления своего внутреннего состояния. В статье, в которой были введены функции губки, было показано, что губки с мощностью {\displaystyle c}, битовой скоростью {\displaystyle r} и вектором размера {\displaystyle n}, принимающие на вход сообщения длиной {\displaystyle m<2^{\frac {c}{2}}}, таковы, что для различных атак в среднем требуется следующее количество обращений к функциям обновлении(приведены степени двойки):
| Губка   | Первый прообраз             | Второй прообраз                        | Коллизия                    | Нахождение цикла        |
| ------- | --------------------------- | -------------------------------------- | --------------------------- | ----------------------- |
| T-губка | {\displaystyle \min(n,c+r)} | {\displaystyle \min(n,c-\log _{2}(m))} | {\displaystyle \min(n,c)/2} | {\displaystyle (c+r)/2} |
| П-губка | {\displaystyle c-1}         | {\displaystyle \min(n,c/2)}            | {\displaystyle \min(n,c)/2} | {\displaystyle c+r}     |

#### JH-губка
JH-губку называют так, потому что она похожа на структуру хеш-функции JH.
У неё стадия абсорбции состоит из трёх частей:
1. Первые {\displaystyle r} бит внутреннего состояния заменяются результатом операции XOR этих бит и очередного блока исходного сообщения
2. Внутреннее состояние обрабатывается функцией перестановки
3. Последние {\displaystyle r} бит внутреннего состояния заменяются результатом операции XOR этих бит и очередного блока исходного сообщения[27]

## Примеры хеш-функций в облегчённой криптографии

### GLUON
GLUON — это хеш-функция, использующая T-губку, основанную на программно-ориентированных потоковых шифрах X-FCSR-v2 и F-FCSR-H-v3: внутреннее состояние губки дополняется и загружается в FCSR, который синхронизируется за фиксированное количество времени. Затем некоторые ячейки FCSR складываются по модулю 2 для формирования первого слова следующего внутреннего состояния, FCSR синхронизируется, эти же слова складываются по модулю 2 для формирования второго слова следующего внутреннего состояния и т. д.
Функция обладает высокой криптографической стойкостью. Например: атака нахождения прообраза в общем случае имеет сложность {\displaystyle 2^{\frac {3\omega r}{2}}} , где {\displaystyle \omega \times \omega } — размер матрицы {\displaystyle T} (которая определяет FCSR), а {\displaystyle r} - размер слова, подаваемого на FCSR.
Особенность реализации GLUON состоит в том, что данные в FCSR записываются не последовательно, а параллельно, что значительно повышает скорость исполнения. Также был оптимизирован adder (элемент, осуществляющий сложение), который используется в FCSR, следующим образом: {\displaystyle s=(a\oplus b)\oplus c}, где {\displaystyle c=(a.b)\oplus (a\oplus b).c} (здесь {\displaystyle .} используется в качестве обозначения логического И).
Функция обновления GLUON-64 является многозначной, и её поведение сильно отличается от поведения ГПСЧ.

### QUARK
QUARK — это хеш-функция, использующая П-губку с аппаратно-ориентированной перестановкой. Была реализована под влиянием облегчённых блочных шифров KTANTAN и KATAN и аппаратно-ориентированного потокового шифра Grain. Наименьшая версия (хеш-сумма длиной 136 бит) называется U-QUARK, средняя (176 бит) D-QUARK и самая длинная (256 бит) S-QUARK.
Функция обновления отображает вектор {\displaystyle \{0,1\}^{b}} в {\displaystyle \{0,1\}^{b}}, загружая каждую половину в отдельный NFSR (англ. Nonlinear-feedback shift register) длины {\displaystyle {\frac {b}{2}}}, а затем повторяет это {\displaystyle 4b} раза. NFSR связаны друг с другом и с небольшим LFSR длины {\displaystyle \log(4b)}. Функции {\displaystyle f}, {\displaystyle g} и {\displaystyle h} являются булевыми функциями, выбранными из-за их нелинейности и алгебраической сложности. {\displaystyle f} и {\displaystyle g} одинаковы для всех версий и заимствованы из Grain-v1, а {\displaystyle h} определяется отдельным случаем.
Специфика реализации QUARK состоит в том, что в ней отсутствуют промежуточные значения функции губки, которые требуют дополнительных элементов для их запоминания. Другими словами, после перестановки значений состояния значения не записываются в следующее состояние, а сразу подаются на функцию перестановки, причём первые {\displaystyle r} бит делают XOR с сообщением.
Обладает высокой криптостойкостью. Данные по резистентности к различным атакам приведены ниже:
| Коллизии                         | Первого прообраза     | Второго прообраза                |
| -------------------------------- | --------------------- | -------------------------------- |
| {\displaystyle 2^{\frac {c}{2}}} | {\displaystyle 2^{c}} | {\displaystyle 2^{\frac {c}{2}}} |

У данной хеш-функции есть реализация в открытом доступе, написанная на языке C.

### SipHash-2-4
SipHash имеет структуру ARX, которая была создана под влиянием BLAKE и Skein. Он собой предоставляет семейство отображений {\displaystyle \{0,1\}^{*}\rightarrow \{0,1\}^{64}}, и предназначен для использования в качестве MAC или в хеш-таблицах. Он имеет структуру, аналогичную JH, как SPN-Hash, и использует заполнение, учитывающее также длину сообщения. Однако, оно заключается просто в добавлении байта с длиной сообщения по модулю 256. SipHash не претендует на устойчивость к коллизиям и, очевидно, не из-за небольшого размера хеш-суммы.
Отличительная черта SipHash состоит в том, что сообщения «ксорятся», не как в обычной функции губки, а по особому алгоритму:
- Первое сообщение ксорится с последней четвертью губки
- Губка обрабатывается двумя функциями перестановки
- Первое сообщение снова ксорится, но уже с первой четвертью губки, в то время, как второе сообщение с последней
- Губка обрабатывается двумя функциями перестановки
- Второе сообщение ксорится с первой четвертью губки, а третья четверть ксорится с 0xFF

Несмотря на то, что в основе SipHash лежит ARX, не является уязвимой для ротационной атаки.
Существуют материалы по применению SipHash на github в открытом доступе.

### PHOTON
PHOTON представляет собой P-губку, основанную на AES-подобной перестановке. Для наименьшего параметра безопасности (PHOTON-80/20/16) битовая скорость во время абсорбции равна 20 и равна 16 во время выжимания. Перестановка состоит из 12 итераций (для каждого параметра безопасности) ниже описанной последовательности преобразований, выполненных на квадрате {\displaystyle d\times d} ячеек из 4 бит (8 бит для самой большой версии). Конвейер PHOTON состоит из 4 этапов:
1. Дополнительные константы (AddConstants) — дополнительные константы выбираются так, чтобы быть разными на каждой итерации, и чтобы отсутствовала симметрия между столбцами, как в AES подобных архитектурах (без этого слоя входное сообщение с равными столбцами будет сохранять это качество спустя любое количество итераций). Дополнительные константы могут быть сгенерированы регистром сдвига с линейной обратной связью. Для высокой производительности задействован только первый столбец внутреннего состояния. После того, как константы были сгенерированы, они складываются по модулю 2 с каждой ячейкой.
2. Замена ячеек (SubCells) — S-блок применяется на каждой ячейке. Если ячейка имеет длину 4 бита, то используется PRESENT Sbox SBOXPRE, если 8 бит — AES Sbox SBOXAES.
3. Сдвиг строк (ShiftRows) — идентичен AES.
4. MixColumnsSerial — ячейки рассматриваются как элементы поля Галуа {\displaystyle {\displaystyle GF(2^{4})}} (или {\displaystyle GF(2^{8})} для наибольшего параметра безопасности), и каждый столбец умножается на матрицу MDS, специально созданной для эффективной реализации в аппаратном обеспечении[35].

Данные по криптостойкости:
| Коллизии                         | Первого прообраза       | Второго прообраза                |
| -------------------------------- | ----------------------- | -------------------------------- |
| {\displaystyle 2^{\frac {n}{2}}} | {\displaystyle 2^{n-r}} | {\displaystyle 2^{\frac {n}{2}}} |

Способ перестановки, используемый для обновления губки, близок к LED шифру, который был разработан позже создателями PHOTON.

### SPONGENT
SPONGENT можно рассматривать как П-губку, где перестановка является модифицированной версией блочного шифра PRESENT.
Число итераций PRESENT-подобной перестановки варьируется от 45 для SPONGENT-88 до 140 для SPONGENT-256. Каждая итерация состоит из:
1. Складывания по модулю 2 содержимого LFSR, синхронизированного на каждой итерации (может рассматриваться, как константа на итерации)
2. Применение к слою S-блока S-блок 4×4, удовлетворяющий тем же критериям, что и PRESENT S-блок
3. Переставляя биты способом, подобным в PRESENT[37]

Насколько известно, нет никакой атаки на SPONGENT, за исключением линейных распознавателей для версий с уменьшенным количеством итераций.
Код SPONGENT на ассемблере и Си есть в открытом доступе.

### SPN-Hash
Основной интерес SPN-Hash заключается в её доказуемой защите от дифференциальных коллизионных атак. Это JH-губка, использующая, как следует из её названия, перестановку, основанную на SPN. Структура SPN основана на структуре AES: сначала S-блоки 8×8 применяются к каждому байту внутреннего состояния. Используемый S-блок в точности совпадает с использующимся в AES. Затем применяется более сложный перемешивающий слой; Сильной стороной этого хеширования являются хорошая диффузия и легковесность. Наконец, константы на каждой итерации записываются во внутренне состояние (строгой дизъюнкцией), аналогичной LED и PHOTON. Эти операции повторяются 10 раз для всех параметров безопасности.
Используемый отступ такой же, как в усиленном Меркле-Дамгоре: длина сообщения добавляется к последнему блоку.

### DM-PRESENT
DM-PRESENT — это просто схема Меркла-Дамгора, где функцией сжатия является блочный шифр PRESENT в режиме Дэвиса-Мейера. DM-PRESENT-80 основан на PRESENT-80, а DM-PRESENT-128 — на PRESENT-128. Данная хеш-функция уязвима для коллизий и не является стойкой к восстановлению вторых прообразов, такие хеш-функции будут полезны только в приложениях, которым требуется стойкость к восстановлению первого прообраза и 64-битная защита.

### ARMADILLO
ARMADILLO — это многоцелевой примитив, предназначенный для использования в качестве FIL-MAC (приложение I), для хеширования и цифровых подписей (приложение II), а также для PRNG и PRF (приложение III). Он был взломан Найей-Пласенсией и Пейрином. Они нашли способ быстро обнаруживать коллизии, когда он используется в качестве хеш-функции (несколько секунд на обычном ПК).